# 푸가 (기업)
푸가(Fouga) 또는 에어 푸가(Air Fouga)는 가스통 푸가(Gaston Fouga)가 1920년에 베지에에 설립한 프랑스의 제조 회사이다. 원래 철도 차량 수리를 전문으로 했던 이 회사는 결국 에어쉬르라두르의 목공 시설에서 생산한 항공기로 가장 유명해졌다.
푸가가 개발한 가장 성공적인 제품은 회사의 범선 경험에서 파생된 전후 제트 추진 군용 훈련기인 푸가 CM.170 마지스터였다. 가늘고 가늘어지는 날개와 같은 많은 특징은 회사의 범선 유산을 반영한다. 1958년 5월에 푸가는 프랑스의 경쟁 항공기 제조업체인 포테즈(Potez)에 인수되었다. 툴루즈에 있는 회사의 이전 시설에서는 다국적 에어버스 그룹의 일부로서 항공기를 계속 생산하고 있다.

## 생산 제품
- 푸가 CM.8
- 푸가 CM.10
- 푸가 CM.88 제모
- 푸가 CM.100
- 푸가 CM.170 마지스터
- 푸가 CM.170M 에스퀴프
- 푸가 CM.171 마칼루
- 푸가 CM.173 슈퍼 마지스터
- 푸가 CM.175 제퍼
- 포테즈-하인켈 CM.191